# Дансет, Бландин
Бландин Дансет (фр. Blandine Dancette, родилась 14 февраля 1988 года в Фирмини) — французская гандболистка, играющая на позиции правого крайнего. Выступала за сборную Франции, с которой стала чемпионом летних Олимпийских игр 2020 года, и чемпионкой мира 2017 года.

## Биография

### Клубная карьера
Выступала с 2006 по 2016 годы за клуб «Ним» под номером 13. Перед началом сезона 2016/2017 перешла в команду «Шамбрей», дебютировавшую в 1-м дивизионе женского чемпионата Франции.

### В сборной
Дансет выиграла с командой в 2005 году бронзовые медали молодёжного чемпионата Европы, дебютировала в основной сборной 28 июня 2009 года в матче против Сербии на Средиземноморских играх 2009 года. Стала игроком основы сборной Франции. С командой дошла дважды до финалов чемпионата мира 2009 и 2011 годов, а также до финала Олимпийских игр 2016 года. По ходу Олимпиады-2016 Бландан получила травму.

## Достижения

### Сборная
- Чемпионка мира: 2017
- Серебряный призёр чемпионата мира: 2009, 2011
- Серебряный призёр Олимпийских игр: 2016
- Чемпионка Средиземноморских игр: 2009
- Бронзовый призёр молодёжного чемпионата Европы: 2005
- 4-е место молодёжного чемпионата мира: 2006[6][7]

### Клуб
- Обладательница Кубка Вызова Франции: 2009
- Финалистка Кубка Франции: 2011, 2015
- Финалистка Кубка французской лиги: 2010, 2013

### Личные
- Новичок года: сезон 2008/2009[8]

## Награды и звания
30 ноября 2016 года было присвоено звание кавалера ордена «За заслуги».